# Haricot urd
Vigna mungo
Espèce
Classification phylogénétique
Le haricot urd, ou urd, ou haricot mungo à grain noir, parfois appelé soja noir, (Vigna mungo), est une espèce de plantes à fleurs de la famille des Fabaceae. Cette légumineuse est cultivée en Asie méridionale. Elle est largement utilisée pour préparer le dal à partir des graines décortiquées, entières ou cassées. Comme le haricot mungo, cette espèce avait été classée dans le genre Phaseolus avant d'être transférée dans le genre Vigna. Elle fut un moment considérée comme appartenant à la même espèce que le haricot mungo (Vigna radiata).

## Description
C'est une plante herbacée annuelle, érigée ou rampante, densément velue. La racine principale produit un système racinaire ramifié avec des nodosités sphériques et lisses.
Les gousses sont étroites, cylindriques, et mesurent jusqu'à six centimètres de long. Les graines sont bouillies et consommées entières ou cassées sous forme de dal ; préparé de cette manière, il a une texture mucilagineuse inhabituelle. Moulu sous forme de farine ou de pâte, il entre dans de nombreuses préparations culinaires telles que les dosa, idli, vada et papadum. Dans ce cas, on utilise généralement les « lentilles blanches », appelées ulundhu (உளுந்து) en tamoul.

## Répartition et utilisation
Le haricot urd est originaire de l'Inde où il est cultivé depuis des temps très anciens et c'est l'une des légumineuses les plus appréciées en Inde. Il a été introduit par les immigrants indiens dans de nombreux pays tropicaux.
Comme d'autres légumineuses, c'est un légume très nourrissant, recommandé pour les diabétiques. C'est un ingrédient très populaire de la cuisine du Pendjab en Inde et au Pakistan où il est connu sous le nom de maanh.
Le produit vendu comme « lentilles noires » est habituellement constitué par les graines de haricot urd entières, qui prennent le nom de « lentilles blanches » lorsqu'elles sont privées de leur tégument noir.